# 俞炳守
俞炳守（유병수，1988年3月26日—），韩国足球运动员，现效力于南韓K3聯賽球队華城。

## 俱乐部生涯

### 仁川联
俞炳守在中学时代就是一个高产的射手，2007年进入弘益大學后在韩国国家大学联赛中表现出色，获得不少球探的注意。2009年，他接受K联赛球队仁川联的邀请，休学加盟球队。由于和方承奂在季前离开仁川联，他被球队教练伊利亚·佩特科维奇提升为球队主力。俞炳守第一次在联赛亮相就取得进球，对手是釜山IPark。俞炳守在的第一个职业赛季表现出色，出场27次打进12球。2009年11月，有报道称英超球队博尔顿有意签入俞炳守。
俞炳守在2010赛季更进一步，出场28次打进22球，获得该赛季联赛最佳射手的称号。2011年2月，俞炳守和仁川联续约至2013年底。

### 希拉尔
2011年7月，俞炳守转会加盟沙特阿拉伯足球联赛球队希拉尔。

## 国家队生涯
2009年6月3日，俞炳守在韩国国家队和阿曼的友谊赛下半场替补登场，第一次代表成年国家队亮相。但这场比赛不是FIFA承认的国际A级比赛。2010年10月12日，俞炳守在韩国0比0战平日本的友谊赛中首次在国际A级比赛登场。2011年，他被选入韩国国家队参加2011年亚洲杯足球赛的名单。 他在亚洲杯小组赛中对阵澳大利亚的比赛第67分钟替补登场，89分钟时被换下。赛后他在博客上表达了对主教练赵广来的强烈不满，引起争议。之后他再也没有获得国家队的召唤。
2019年加盟南韓K3聯賽球队華城
。